# Paul Ricoeur
Paul Ricœur (27. února 1913 Valence – 20. května 2005 Châtenay-Malabry) byl francouzský křesťanský filosof. Zabýval se hlavně fenomenologií, výkladem textů, včetně biblických, filosofickou etikou a filosofií jednání.
Rozsáhlé Ricœurovo dílo zahrnuje mj. filosofii jednání, času, jazyka a vyprávění, sociální filosofii a filosofii dějin, výklady biblických textů a díla Freudova a pohybuje se mezi
1. fenomenologií (Filosofie vůle, 1950; Čas a vyprávění, 1983-85; Já jako druhý, 1990)
2. hermeneutikou (O interpretaci, esej o Freudovi, 1966; Konflikt interpretací, 1969; Živá metafora, 1975; Myslet bibli, 1998) a
3. etikou (Dějiny a pravda, 1964; Od textu k jednání, 1986; Spravedlivý, 1991 a 2001)

Za své životní dílo získal Ricœur řadu ocenění, mezi nimi Velkou cenu francouzské akademie, Hegelovu cenu ve Stuttgartu, Cenu Karla Jasperse univerzity v Heidelbergu, Cenu Leopolda Lucase na univerzitě Tübingen a Cenu papeže Pavla VI. Během období normalizace navštěvoval též bytové semináře v Československu a roku 1993 byl prvním laureátem Ceny Karla IV., kterou uděluje Univerzita Karlova v Praze.

## Život a myšlení
Paul Ricoeur za svůj dlouhý život vytvořil velmi rozsáhlé dílo, které přebíhá mezi mnoha tématy. Orientačně můžeme rozlišit dominanci zájmů fenomenologických (50. léta), hermeneutických (60.-80. léta) a etických (90. léta), byť se často prostupují a mísí.

### Rané období
Ricœur se narodil ve zbožné protestantské rodině ve Francii, kde majoritním náboženstvím bylo katolictví. Matka zemřela po porodu a otec padl v 1. světové válce roku 1915, kdy Paulovi byly pouhé dva roky. Vyrůstal proto u své tety v Rennes a již odmalička byl knihomol. Roku 1933 získal licenciát na renneské univerzitě a roku 1934 začal studovat na pařížské Sorbonně. Tam jej nejvíce ovlivnil Gabriel Marcel, do jehož časopisu „Esprit“ pravidelně přispíval.
Se začátkem 2. světové války Ricœur narukoval do francouzské armády. Jeho jednotka byla během invaze německé armády do Francie zajata a Paul Ricœur tak strávil pět let života jako válečný zajatec. V zajateckém táboře se však Ricœur setkal s dalšími intelektuály, se kterými organizoval přednášky na takové úrovni, že je vláda ve Vichy akreditovala. V této době čte hodně Karla Jasperse, začíná překládat Husserlovy Ideje.

### Fenomenologické období
Po válce získává Ricœur místo na univerzitě ve Strasbourgu (1948–1956) a aktivně publikuje. Roku 1950 získává doktorát. Svou prací o Husserlovi si vysloužil pověst odborníka na fenomenologii, která se po válce stala ve Francii velmi populární. Podle Ricœura však fenomenologie podcenila otázku vůle; o nápravu se snaží jeho první větší dílo nazvané Filosofie vůle.
Roku 1956 se Ricœur ujímá katedry filosofie na Sorbonně. V této době sepisuje knihy Freud a filosofie a Symbolika zla (II. díl Filosofie vůle, která mu získaly uznání.
Ricœurovo dílo Freud a filozofie obsahuje slavné tvrzení, že Karl Marx, Friedrich Nietzsche a Sigmund Freud jsou mistry školy podezření (maîtres du soupçon / école du soupçon). Marx je redukcionista, protože redukuje společnost na ekonomiku, zejména na výrobní prostředky; Nietzsche je redukcionista, protože člověka redukuje na „vůli k moci“ a na svévolné pojetí nadčlověka; Freud je redukcionista, protože redukuje lidskou přirozenost na sexuální instinkt. Proti jejich „hermeneutice podezření“, která sdělovaný význam pokládá za falešný a hledá „pravé“, nevědomé motivy, rozvíjí Ricœur „hermeneutiku důvěry“, která sdělovaný význam kriticky zkoumá, ale neodmítá. 
Literární kritička Rita Felski tvrdí, že jeho vlivná analýza "hermeneutiky podezření" nás vybízí k zamyšlení nad tím, jak a za jakým účelem čteme.

### Hermeneutické období
Otázky transcendence a viny přivedly Ricœura ke zkoumání symbolu a mýtu, jejichž analýza vyžaduje určitou metodu. Hermeneutika, která tehdy existovala, se však po Heideggerovi změnila z vědy o porozumění v ontologii, rozvíjenou Hans-Georgem Gadamerem. Ricœur se snaží přepracovat tento „hermeneutický roub na fenomenologii“ právě analýzou mýtů a symbolů a obnovením epistemologického rozměru hermeneutiky.
Od roku 1965 do roku 1970 pomáhá Ricœur zakládat univerzitu v Nanterre u Paříže. Jako výrazný levicový intelektuál doufal, že se mu zde podaří vytvořit dostatečně otevřenou a plodnou atmosféru pro vědeckou práci; prostředí na Sorbonně mu připadalo příliš stísněné. Během studentské revolty roku 1968 však byl studenty vypoklonkován jako „starý šašek“ a nástroj francouzské vlády.
Uchýlil se nejprve do Lovaně a od roku 1970 přednášel také na univerzitě v Chicagu, kde nastoupil na místo po Paulu Tillichovi a zůstal zde až do roku 1985. Seznámil se tak s americkou filosofií, zejména s teorií řečových aktů, a obohatil tak své pojetí interpretace. V této době vznikají jeho nejdůležitější práce o jazyce: La métaphore vive (Živá metafora, 1975), kde se věnuje poetické funkci jazyka, a třísvazkový opus o Aristotelově Poetice Temps et récit (Čas a vyprávění, 1983).
Po emeritování roku 1987 v Paříži a roku 1990 v Chicagu se věnoval dále historicko-filosofickému bádání v jazykově-fenomenologickém kontextu.

### Období praktické filosofie
V závěru své myslitelské dráhy se Ricœur přiklání k otázkám etiky. Roku 1990 vydává dílo Soi-même comme un autre (O sobě samém jako o jiném). Přijímá rozlišení mezi etikou a morálkou; etika, vycházející z aristotelské tradice, je zaměřen teleologicky, k nějakému cíli, zatímco morálka se drží především v deontologické kategorii povinnosti. Oba přístupy jsou přitom komplementární. Zároveň se věnuje problému identity, kterou chápe jako narativní-vyprávěnou.
Roku 2000 vydává knihu La mémoire, l'histoire, l'oubli (Paměť, dějiny, zapomnění). Z historického, gnozeologického a fenomenologického pohledu v něm zkoumá problém zkušenosti v souvislosti s kulturní pamětí.

## Dílo

### Česky vyšlo
- Filosofie vůle 1: Fenomenologie svobody, Praha 2001
- Filosofie vůle 2: Konečnost a provinilost, Praha 2011
- Čas a vyprávění 1: Zápletka a historické vyprávění, Praha 2000
- Čas a vyprávění 2: Konfigurace ve fiktivním vyprávění, Praha 2002
- Čas a vyprávění 3: Vyprávěný čas, Praha 2007
- O sobě samém jako o jiném, Praha 2016
- Křehká identita; úcta k druhému a kulturní identita, Třebenice 2000
- Myslet a věřit: kritika a přesvědčení (rozhovor vedli François Azouvi a Marc de Launay), Praha 2000
- Rozhovory (P. Ricoeur a G. Marcel), Brno 1999
- Teória interpretácie: diskurz a prebytok významu, Bratislava 1997 (slovenský překlad)
- Úkol hermeneutiky: Eseje o hermeneutice, Praha 2004
- Výbor z kratších studií, Praha 1989
- Život, pravda, symbol, Praha 1993